# Gulfiya Khanafeyeva
Gulfiya Raifovna Khanafeyeva (en russe : Гульфия Раифовна Ханафеева ; en français : Goulfiïa Raïfovna Khanafeïevka), née le 12 juin 1982 à Tcheliabinsk, est une athlète russe spécialiste du lancer de marteau.

## Carrière
En juin 2006, Gulfiya Khanafeyeva établit un nouveau record du monde du lancer du marteau avec 77,26 m, lors des championnats de Russie à Toula. Le record est récupéré 12 jours plus tard par sa compatriote Tatyana Lysenko. En août elle termine deuxième des championnats d'Europe de Göteborg, derrière Lysenko.
En 2017 elle est disqualifiée des Jeux olympiques de 2012. Elle avait précédemment été convaincue de dopage en 2002 puis en 2008.
Le 2 février 2019, le Tribunal arbitral du sport annonce la suspension pour dopage de l'athlète pour une durée de 8 ans, suspension commençant rétroactivement à partir de janvier 2017. Tous ses résultats obtenus entre 15 juillet 2012 et le 6 juillet 2014 sont aussi annulés.

## Palmarès
| Date | Compétition                          | Lieu      | Résultat | Marque  |
| ---- | ------------------------------------ | --------- | -------- | ------- |
| 2003 | Championnats d'Europe espoirs        | Bydgoszcz | 3e       | 66,98 m |
| 2003 | Universiade d'été                    | Daegu     | 2e       | 65,12 m |
| 2005 | Universiade d'été                    | Izmir     | 8e       | 67,17 m |
| 2005 | Coupe d'Europe des nations           | Florence  | 3e       | 70,06 m |
| 2006 | Coupe d'Europe des lancers hivernale | Tel-Aviv  | 2e       | 72,01 m |
| 2006 | Championnats d'Europe                | Göteborg  | 2e       | 74,50 m |
| 2007 | Championnats du monde                | Osaka     | finale   | DQ      |
| 2007 | Jeux mondiaux militaires             | Hyderabad | finale   | DQ      |
| 2013 | Championnats du monde                | Moscou    | finale   | DQ      |

## Records
| Épreuve           | Marque  | Lieu  | Date         |
| ----------------- | ------- | ----- | ------------ |
| Lancer de marteau | 77,26 m | Toula | 12 juin 2006 |